# Női 10 méteres szinkronugrás a 2013-as mű- és toronyugró-Európa-bajnokságon
A 2013-as mű- és toronyugró-Európa-bajnokságon a női 10 méteres szinkrontoronyugrás versenyszámát június 20-án rendezték meg a Neptun Swimming Poolban, melyen az orosz Julija Koltyunova, Natalja Goncsarova kettős diadalmaskodott.

## Versenynaptár
Az időpontok helyi idő szerint olvashatóak.
| Dátum                       | Időpont | Forduló   |
| --------------------------- | ------- | --------- |
| 2012. június 20., csütörtök | 12:00   | Selejtező |
| 2012. június 20., csütörtök | 17:30   | Döntő     |

## Eredmény
| # | Versenyző                            | Ország                   | Selejtező | Selejtező | Döntő  | Döntő   |
| # | Versenyző                            | Ország                   | Pontok    | Rangsor   | Pontok | Rangsor |
| - | ------------------------------------ | ------------------------ | --------- | --------- | ------ | ------- |
|   | Julija Koltyunova Natalja Goncsarova | Oroszország (RUS)        | 293,52    | 2         | 315,66 | 1       |
|   | Tonia Couch Sarah Barrow             | Egyesült Királyság (GBR) | 301,32    | 1         | 306,24 | 2       |
|   | Maria Kurjo Julia Stolle             | Németország (GER)        | 275,883   | 3         | 299,16 | 3       |
| 4 | Viktorija Potyekina Julia Prokopcsuk | Ukrajna (UKR)            | 268,80    | 4         | 294,42 | 4       |
| 5 | Kormos Villő Reisinger Zsófia        | Magyarország (HUN)       | 253,80    | 5         | 266,64 | 5       |